# Anselm Kampik
Anselm Kampik (ur. 24 kwietnia 1949 w Dillingen an der Donau) – niemiecki okulista, profesor, retinolog (specjalista schorzeń siatkówki). Wieloletni szef kliniki okulistyki Uniwersytetu Ludwika i Maksymiliana w Monachium.

## Życiorys
Medycynę studiował na Uniwersytecie Ludwika i Maksymiliana w Monachium (1968-1974), na której pozostał i rozpoczął karierę naukową. Stopień doktora nauk medycznych uzyskał na podstawie pracy dotyczącej odwarstwienia siatkówki (1974). W monachijskiej klinice uniwersyteckiej ukończył specjalizację z okulistyki (1975-1979). Habilitował się na macierzystej uczelni w 1981 rozprawą pt. Epiretinale und vitreale Membranen. Elektronenmikroskopische Untersuchungen. 
W 1985 został powołany na stanowisko profesora (poziom C2 w niemieckim systemie kariery akademickiej) okulistyki w monachijskiej klinice. W okresie 1987–1993 był profesorem zwyczajnym okulistyki na Uniwersytecie w Würzburgu. W 1993 wrócił do uniwersyteckiej kliniki okulistycznej w Monachium, gdzie objął stanowisko profesora zwyczajnego oraz dyrektora. 
Na emeryturę przeszedł w 2015 a stanowisko szefa monachijskiej kliniki objął po nim jego uczeń – Siegfried Priglinger. Od tej pory pracuje w prywatnej klinice. Ponadto jest wykładowcą w Europejskiej Szkole Zaawansowanych Studiów Okulistycznych (ang. European School for Advanced Studies in Ophthalmology, ESASO) w szwajcarskim Lugano.
W pracy badawczej i klinicznej specjalizuje się w retinologii (zwłaszcza odwarstwieniach siatkówki), operacjach zaćmy i soczewki, schorzeniach plamki (zwyrodnienie plamki żółtej), chorobach styku szklistkowo-siatkówkowego (m.in. zespół trakcji szklistkowo-plamkowej), retinopatii cukrzycowej oraz minimalnie inwazyjnej chirurgii zarówno przedniego, jak i tylnego odcinka oka.
Jest synem Franza oraz Marii, z domu Haase. Żonaty z Ursulą A. Kapfer, ma troje dzieci (Daniel, Felicitas, Theresa).

## Publikacje
Jest autorem i współautorem 15 książek okulistycznych:
- A. Kampik,  Jahrbuch der Augenheilkunde 1992: Laseranwendung in der Augenheilkunde, Biermann-Verlag, Zülpich
- E. Gramer, A. Kampik, Pharmakotherapie am Auge, Springer-Verlag, Heidelberg 1992
- A. Kampik, Jahrbuch der Augenheilkunde 1994: Optik und Refraktion, Biermann-Verlag, Zülpich
- A. Kampik, F. Grehn, Durchblutungsstörungen am Auge, Bücherei des Augenarztes, Band 134, Ferdinand-Enke-Verlag, Stuttgart, 1995
- A. Kampik, F. Grehn, Das äußere Auge, Bücherei des Augenarztes, Band  137, Ferdinand-Enke-Verlag, Stuttgart, 1996
- A. Kampik, E. Messmer, K. Thoma, Das Auge - Conjunctivitis und Sicca Syndrom -  Medizinische und biopharmazeutische Aspekte, Schriftenreihe der Bayerischen Landesapothekerkammer, Heft 53, 1996
- A. Kampik, F. Grehn, Entzündungen des Augeninneren, Bücherei des Augenarztes, Band 138, Ferdinand-Enke-Verlag, Stuttgart, 1997
- A. Kampik, F. Grehn, Nutzen und Risiken augenärztlicher Therapie, Bücherei des Augenarztes, Band 138, Ferdinand-Enke-Verlag, Stuttgart, 1998
- A. Kampik, F. Grehn, Augenärztliche Differenzialdiagnose  , Georg Thieme Verlag, Stuttgart – New York, 2000
- A. Kampik, F. Grehn, Augenärztliche Therapie, Georg Thieme Verlag, Stuttgart – New York, 2002
- A. Gandorfer, M.W. Ulbig, A. Kampik, Erkrankungen der Retina. Aktuelle Aspekte der Diagnostik und Therapie  , UNI.MED Verlag AG, Bremen 2002
- A. Kampik, F. Grehn, Augenärztliche Diagnostik  , Georg Thieme Verlag, Stuttgart – New York, 2003
- A. Kampik, F. Grehn, Augenärztliche Rehabilitation, Georg Thieme Verlag, Stuttgart – New York, 2005
- A. Kampik, F. Grehn, E. Messmer, 1000 Fragen Augenheilkunde  , Georg Thieme Verlag, Stuttgart – New York, 2006
- G. Spaeth, H. Danesh-Meyer, I. Goldberg, A. Kampik, Ophthalmic Surgery  , Elsevier Inc. London, 2011

Ponadto artykuły publikowane w wiodących czasopismach okulistycznych.

## Funkcje i członkostwa
W ramach Niemieckiego Towarzystwa Okulistycznego (Deutsche Ophthalmologische Gesellschaft, DOG) pełnił funkcje: wiceprezesa (1995-1996), prezesa (1996-1997) oraz sekretarza generalnego (1999-2014). Był także prezesem Academia Ophthalmologica Europaea (2011-2014). W ramach niemieckiego Towarzystwa Retinologicznego (Retinologische Gesellschaft) był wieloletnim wiceprezesem (1992-2001).
Ponadto jest członkiem: Association for Research in Vision and Ophthalmology (ARVO), Niemieckojęzycznego Towarzystwa Implantacji Soczewek Wewnątrzgałkowych oraz Chirurgii Interwencyjnej i Refrakcyjnej (Deutsche Gesellschaft für Intraokularlinsen-Implantation, DGII), Macula Society, Amerykańskiej Akademii Okulistyki (American Academy of Ophthalmology, AAO) oraz szwajcarskiego Klubu Julesa Gonina, skupiającego specjalistów zajmujących się schorzeniami siatkówki.
Jest także członkiem redakcji oraz rad redakcyjnych czasopism naukowych, m.in.: „Graefe's Archive for Clinical and Experimental Ophthalmology" (od 2003), „American Journal of Ophthalmology" (od 2003), „Der Ophthalmologe" (od 1988), „Klinische Monatsblätter für Augenheilkunde" (od 2004), „Retina" (od 2002) oraz „Investigative Ophthalmology & Visual Science" (1996-2007).

## Nagrody i wyróżnienia
Był wielokrotnie nagradzany. Otrzymał m.in. tytuł Gold Fellow od ARVO (2011) oraz Senior Achievement Award od Amerykańskiej Akademii Okulistyki (2012). W 2015 został honorowym członkiem Niemieckiego Towarzystwa Okulistycznego. Od 1993 rokrocznie wymieniany na listach najlepszych lekarzy w Niemczech czasopisma „Focus".